# Γ-グルタミルカルボキシラーゼ
γ-グルタミルカルボキシラーゼ(gamma-glutamyl carboxylase; GGCX)は、ビタミンK依存的にタンパク質のカルボキシル化を行う酵素であり、ビタミンK依存性カルボキシラーゼ(vitamin-K-dependent carboxylase)とも呼ばれる。酵素学的にはペプチジルグルタミン酸4-カルボキシラーゼ(peptidyl-glutamate 4-carboxylase)と呼び、次の化学反応を触媒する除去付加酵素である。
ペプチジル-4-カルボキシグルタミン酸 + 2,3-エポキシフィロキノン + H2O {\displaystyle \rightleftharpoons } ペプチジルグルタミン酸 + CO2 + O2 + フィロキノン
系統名はpeptidyl-glutamate 4-carboxylase (2-methyl-3-phytyl-1,4-naphthoquinol-epoxidizing)である。実際にはフィロキノンに限らず、メナキノンなど様々なビタミンKを補因子とすることができる。

## 分布
ヒトの場合、この酵素は主に肝臓に発現しており、粗面小胞体膜に存在する。

## 機能
GGCXはGlaタンパク質と呼ばれる一群のタンパク質の翻訳後修飾に関わる酵素である。その多くが凝固・線溶系に関わっていることから止血に必要な酵素だと言える。GGCX遺伝子の変異は血液凝固不全や弾力繊維性仮性黄色腫のような疾患と関係している。

## 反応
γ-グルタミルカルボキシラーゼはビタミンKヒドロキノン（メナキノールなど）をビタミンKエポキシドに酸化すると同時に、タンパク質の特定のグルタミン酸(Glu)残基に二酸化炭素を付加してカルボキシグルタミン酸(Gla)とする。